# Lyonia longipes
Lyonia longipes är en ljungväxtart som beskrevs av Ignatz Urban. Lyonia longipes ingår i släktet Lyonia och familjen ljungväxter. Inga underarter finns listade i Catalogue of Life.